# Jean Marais
Pour les articles homonymes, voir Marais (homonymie) et Villain.
Cet article possède un paronyme, voir Jean Marras.
Jean Villain-Marais, dit Jean Marais, est un acteur français, né le 11 décembre 1913 à Cherbourg, (Manche) et mort le 8 novembre 1998 à Cannes (Alpes-Maritimes). Actif au théâtre comme au cinéma, il est aussi metteur en scène, écrivain, peintre, sculpteur et potier.
Amant de Jean Cocteau, Jean Marais est révélé au théâtre par les œuvres à succès de son pygmalion, Œdipe Roi en 1937, Les Parents terribles l'année suivante et La Machine à écrire en 1941. Le film L'Éternel Retour (1943) de Jean Delannoy, écrit par Cocteau d'après la légende de Tristan et Iseut, l'érige en icône de la jeunesse française, à la beauté éblouissante, en pleine Seconde Guerre mondiale. Le poète le dirige ensuite dans ses réalisations — La Belle et la Bête (1946), L'Aigle à deux têtes (1948), Les Parents terribles (1949) et Orphée (1950) — et scénarise Ruy Blas (1948) et La Princesse de Clèves (1961). En parallèle, Marais emporte toujours l'adhésion des critiques au théâtre, notamment dans des pièces du répertoire classique.
À partir des années 1950, redonnant vigueur au cinéma de cape et d'épée, il s'établit comme un populaire héros de films d'aventures en costumes, dans des adaptations de chefs-d'œuvre du genre, généralement sous la direction d'André Hunebelle. Il attire ainsi un large public dans Le Comte de Monte Cristo (1955), Le Bossu (1959), Le Capitan (1960), Le Capitaine Fracasse et Le Miracle des loups (1961), Les Mystères de Paris (1962) ou encore Le Masque de fer (1962). Quinze ans avant Jean-Paul Belmondo, il impressionne en réalisant la plupart de ses cascades. Il se convertit dans les années 1960 aux modernes films d'action et d'espionnage, en particulier avec la lucrative trilogie des Fantomas.
Plus tard, à l'exception de son rôle dans Peau d'âne (1970) de Jacques Demy, Jean Marais tourne moins, faute de propositions, et se consacre plutôt au théâtre, tout en devenant à Vallauris un sculpteur et potier reconnu. Il entretient également la mémoire de Jean Cocteau, bien qu'il n'en soit pas l'héritier. Il reçoit en 1993 un César d'honneur pour l'ensemble de sa carrière.

## Biographie

### Enfance et adolescence perturbées
Jean Alfred Villain-Marais, selon l'extrait de l'acte de naissance no 756/163 de la ville de Cherbourg, est le fils d'Alfred Villain-Marais (1882-1959) et d'Aline Marie Louise Vassord (1887-1973). Il dira avoir toujours considéré « Marais » comme son vrai nom, son père se faisait déjà appeler ainsi.
Le biographe de l’acteur, Sandro Cassati précise que la mère de Jean, d’origine alsacienne, fut recueillie par sa tante, Joséphine Bezon et qu'elle prit le nom d’Henriette Bezoncomme nom officiel qu’elle utilisa pour son mariage le 20 octobre 1905, à Neuilly-sur-Seine. Ses parents Alfred Villain-Marais et Henriette Bezon s’installent à Cherbourg. Son père ouvre son cabinet de vétérinaire. Ils ont un premier garçon, Henri, qui naît le 19 décembre 1909. Ils ont, en 1911, une fille qui décède deux ans après. Inconsolable de la perte de cet enfant, Jean, qui naît en 1913, est considéré par sa mère comme un simple enfant de remplacement et elle l'habille en fille jusqu’à l’âge de deux ans. En 1914, le père est envoyé sur le front de Verdun. En 1918, il revient grièvement blessé et reçoit la croix de guerre. Ses deux fils, âgés respectivement de neuf et cinq ans, ne le reconnaissent pas et l’appellent « Monsieur ». Henriette décide de quitter son mari sous un prétexte fallacieux et part vivre en région parisienne avec ses deux fils (Henri et Jean), sa mère et sa tante Joséphine, au Vésinet, puis à Chatou,, craignant qu’on la retrouve, qu’un divorce soit prononcé (ce qui ne fut jamais le cas) et qu’on lui retire la garde des enfants. Jean ne fréquente que très peu son père et est élevé par les femmes de sa famille.
Henriette est plusieurs fois emprisonnée car kleptomane, Jean lui écrit alors des lettres, mais c'est sa tante Joséphine qui inscrit l'adresse sur l'enveloppe et lorsqu’il reçoit des lettres maternelles, celles-ci sont toujours décachetées afin de préserver l'enfant : Se faisant appeler Morel, elle adopte le prénom d'Henriette, puis de Rosalie. La relation mère-fils, complexe, passionnée et intense, va se faire plus forte encore du fait de l’absence du père. Jean Marais ne le reverra que près de quarante ans plus tard ; sa mère lui avouera alors que son vrai père était en fait son parrain, présenté comme étant son oncle, Eugène Houdaille, version par la suite contredite par un ami médecin de son père, le docteur Hervé.
Très jeune, il va souvent au cinéma, entraîné par sa mère. Il tombe en admiration devant l’actrice américaine Pearl White pour ses chevauchées fantastiques et ses qualités de cascadeuse, et désire faire le même métier. Mais, lui rendant visite plus tard, il sera très déçu en apprenant par elle-même qu’elle était toujours doublée dans ses films. « en somme, déclara-t-il, toute ma carrière est partie de mon admiration pour cette femme qui ne faisait pas ce qu’on voyait à l’écran ». Douglas Fairbanks, le Zorro du cinéma muet, et Mary Pickford, pour sa grâce juvénile, sont aussi ses stars préférées après son héroïne de mère.
En 1921, Jean rejoint son frère au collège de Saint-Germain-en-Laye. Il est un élève très médiocre, sauf en récitation et en gymnastique, et sans doute trop durement élevé par sa mère, il devient chef de bande, bagarreur, menteur et voleur. Mauvaises notes, conduite dissipée : il est renvoyé. Sa scolarité est de plus en plus chaotique. Il entre, en 1923, au collège du Petit-Condorcet où il utilise un double carnet de notes pour les falsifier, puis il est interne, en classe de sixième à treize ans à Janson-de-Sailly, avant son retour à Saint-Germain où il intercepte la lettre d’exclusion de l’établissement. Après un séjour dans un pensionnat religieux réputé pour sa sévérité, il quitte la scolarité en classe de seconde, âgé de seize ans, pour entrer dans la vie active. Il est caddie au golf de Bougival, apprenti chez un fabricant d’appareils de radio, puis à l’usine Pathé de Chatou. C’est dans un atelier de photographie, 27, rue du Faubourg-Montmartre, qu’il fait la connaissance d’Henri Manuel, un photographe portraitiste, qui lui donne ses premiers conseils de lecture, car Jean est alors totalement inculte, et l’aide à réaliser ses rêves de théâtre en lui indiquant un cours d’art dramatique à Montmartre au conservatoire Maubel. En 1932, il déménage encore avec sa mère pour habiter dans un deux-pièces à Paris, rue des Petits-Hôtels et part au service militaire âgé de dix-neuf ans.

### Débuts au théâtre et au cinéma

#### Premiers pas et rencontre avec Jean Cocteau
Il démarre comme figurant en 1933 dans les films de Marcel L'Herbier. Celui-ci cependant ne lui donne jamais sa chance pour un vrai rôle, à cause de sa voix de fausset dont le volume ne répond guère à son aspect physique ni le timbre à son âge.
Après avoir échoué au concours d'entrée au Conservatoire d'art dramatique de Paris, en 1936, il entre comme stagiaire chez Charles Dullin, au théâtre de l'Atelier. Il y découvre les pièces classiques, où il tient des rôles de figuration durant trois ans, payé dix francs par jour, ce qui lui permet de financer ses cours.

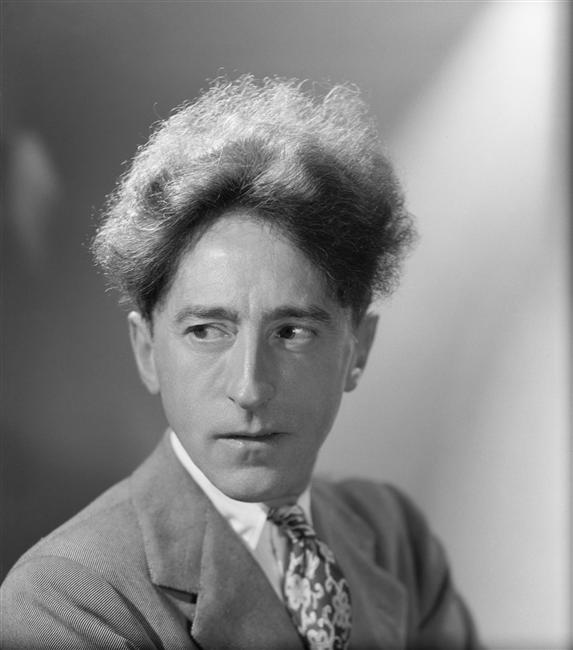
Jean Cocteau en 1937, année de sa rencontre avec Jean Marais.

En 1937, il fait la connaissance de Jean Cocteau lors d'une audition pour la mise en scène de sa réécriture d'Œdipe Roi. Cette rencontre marque le véritable lancement de sa carrière : « J'ai vécu vingt-quatre ans avant de naître » car « Je suis né deux fois, le 11 décembre 1913 et ce jour de 1937 quand j’ai rencontré Jean Cocteau ». Le cinéaste et dramaturge tombe amoureux du jeune acteur. Il devient son amant et son mentor, s’occupant de son instruction littéraire et artistique, ne se moquant jamais de son inculture. De son côté, Marais ne cessera jamais d’aider Cocteau à lutter contre son intoxication à l’opium. Marais « refusa d’entrer dans le cercle infernal de la drogue, révélant ainsi un trait constant de son caractère, son indépendance totale à l’égard de tous et de tout », écrit Carole Weisweiller, auteur d’une biographie de l’acteur. Jamais il ne renoncera à tenter de vaincre la kleptomanie de sa mère et l’opiomanie de son créateur.
Durant l'Occupation, on retrouve Cocteau et Jean Marais parmi les vedettes régulièrement invitées à l'antenne de la chaîne de télévision allemande Fernsehsender Paris, jusqu'à la libération de la capitale.

#### Façonné par le poète
« Est-ce beaucoup exagérer que de dire que Jean Cocteau fut mon véritable père en ce qu'il me créa ? »

— Jean Marais, L'inconcevable Jean Cocteau, 1993.

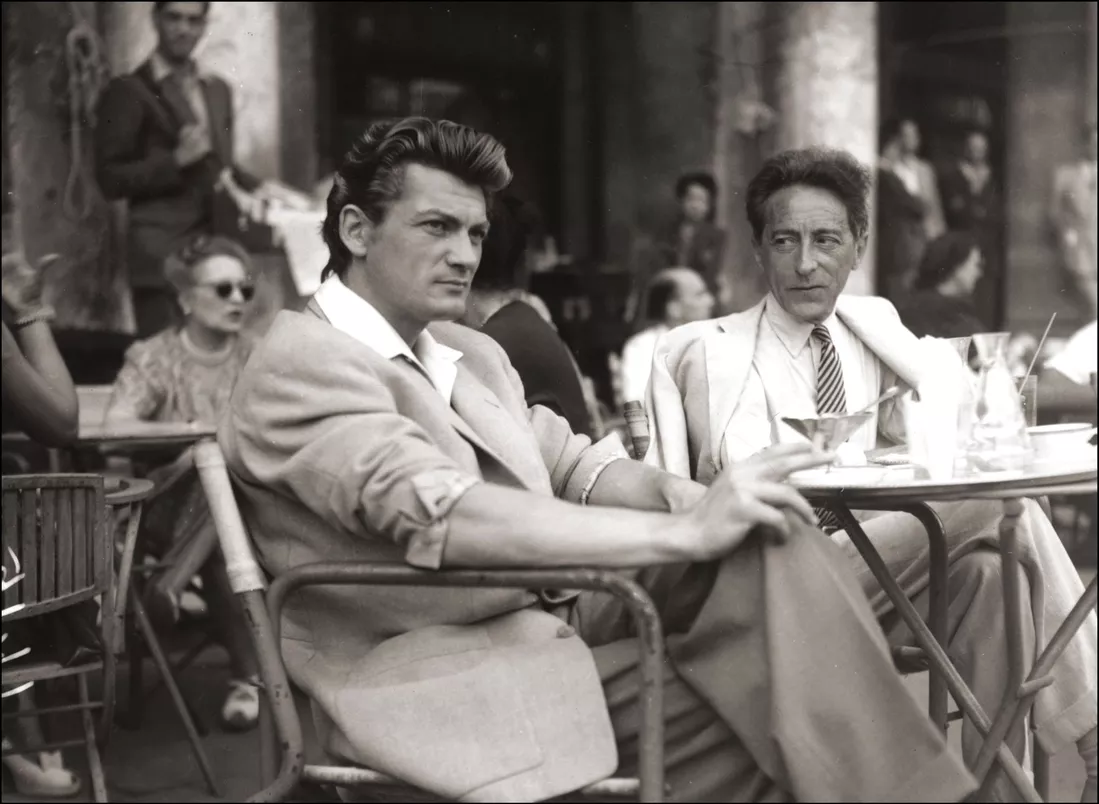
Jean Marais et Jean Cocteau à la terrasse d'un café lors de la Mostra de Venise 1947.

Jean Cocteau lui donne un premier rôle dans Œdipe Roi : il y joue un membre du Chœur, un rôle muet. Jean ne maîtrise pas encore assez bien sa voix haut perchée qu'il brisera volontairement à coups de cigarettes, au risque d'altérer sa santé. Dans cette pièce, il apparaît vêtu de bandelettes, costume créé par Coco Chanel, amie de Cocteau, et cela fait jaser. Quasiment nu, couché devant la scène, exhibant son corps d'éphèbe, regardant droit dans les yeux des spectateurs, il impose le silence à ceux qui chuchotent ou ricanent. La photographie de Marais dans cette tenue scandaleuse est publiée dans de nombreux journaux à cette époque,.
Puis, la même année, il obtient, en remplacement de Jean-Pierre Aumont, le double rôle de Galaad et du faux Galaad dans Les Chevaliers de la Table ronde de Jean Cocteau. Les critiques n’épargnent pas le jeune acteur : « Quant à Jean Marais, il est beau, un point c’est tout », écrit Pierre Brisson dans Le Figaro. Reconnaissant qu’il manque de métier, il se résout à travailler dur pour développer son talent. Il gagne à présent soixante francs par jour, une fortune lui permettant d’aider financièrement sa mère.
En 1938, Cocteau lui écrit rapidement une pièce sur mesure : Les Parents terribles, qui devait sceller son destin théâtral en lui donnant la reconnaissance de la profession. Il y interprète le rôle de Michel, un jeune homme moderne âgé de vingt-deux ans aux sentiments extrêmes, qui rit, pleure, crie, se roule par terre. La pièce connaît à plusieurs reprises la censure pour immoralité et incitation à la débauche. Les censeurs y voient un inceste entre la mère et le fils. L’interprétation de Marais est un succès. Jamais il ne s'est senti aussi riche. Il gagne deux cent cinquante francs par jour et en donne cent à sa mère pour qu’elle cesse de voler dans les magasins. Cocteau vante la « fougue » de son jeu, sa volonté de « vaincre des habitudes d'hier et d'imposer une maladresse de gros chien et des excès de fauve » et souligne l'admiration de Marais pour la comédienne Yvonne de Bray.
Été 1939 : il est mobilisé, affecté au 107e bataillon de l'air, à Amiens puis transféré à Montdidier, dans la Somme. Durant cette « drôle de guerre », il a pour mission, malgré sa très mauvaise vue, de guetter l’arrivée des avions allemands de la Luftwaffe du haut du clocher de l’Église Saint-Pierre de Roye à Roye ; il y sera pratiquement oublié par sa compagnie jusqu’à l'arrivée des Allemands et l’armistice. Durant la débâcle, il découvre un chien attaché à un arbre dans la forêt de Compiègne et l’adopte. Retour à Paris en septembre 1940, sous occupation allemande. Cocteau et Marais s’installent au 36, rue de Montpensier, dans un petit appartement, à l'entresol, donnant sous les arcades du Palais-Royal.

### Idole en pleine guerre

#### Un succès qui dérange
En février et mars 1941, au théâtre des Bouffes-Parisiens, il se lance pour la première fois, à vingt-huit ans, dans la mise en scène de Britannicus, la tragédie de Racine, réalisant les décors et costumes. La pièce est précédée d'une préface parlée de Cocteau. Serge Reggiani joue le rôle de Britannicus, tandis que Marais s’attribue celui de Néron, alors que Jouvet tente de le dissuader : « Tu vas te casser la gueule ». Esprit frondeur, n’obéissant qu’à sa propre loi, Marais demande aux acteurs de jouer d’abord la situation et de ne pas ajouter de la guimauve en chantant les vers, comme c’était la pratique à l’époque. C'est un succès mais la pièce ne se joue que dix fois. C’est Dora Maar qui réalise les photos du spectacle. Georges Pioch, dans L'Œuvre, loue sa « jeunesse, (sa) stature (et sa) félinité » mais remarque que « vocalement, et pour la diction il peut travailler encore » tandis qu'un autre critique, Robert de Beauplan, le qualifie de « bel éphèbe fougueux », notant qu'il a fait « forte impression ».
Puis il interprète le double rôle de Maxime l'amoureux et Pascal l'aventurier, les jumeaux de la nouvelle pièce de Cocteau La Machine à écrire créée dans une mise en scène de Raymond Rouleau, le 29 avril 1941, au théâtre Hébertot. Il se charge aussi des décors. D’abord refusée par la censure allemande, qui y voit une critique de l’Occupation, puis autorisée après suppression d’une scène, la pièce va provoquer des remous. En effet, elle est à l’origine de l’un des plus grands scandales que connut Cocteau. Si des critiques sont enthousiastes, louant la fougue de Marais, d'autres se montrent beaucoup plus réservés, à propos de la pièce comme à propos du jeu de l'acteur. Deux critiques du périodique Je suis partout s'en prennent surtout à Cocteau et à Jean Marais. Le 12 mai 1941 François Vinneuil, alias Lucien Rebatet, auteur antisémite et homophobe, signe un article intitulé « Marais et marécage » affirmant que cette pièce « est le type même du théâtre d’invertis ». Alain Laubreaux, le 19 mai, poursuit dans le même journal ce travail de destruction, accusant la pièce de décadence et de perversité,. Dans le quotidien Le Petit Parisien, Laubreaux s'en était pris auparavant à Marais, « Lagardère de ce mélo puéril qui incarne tour à tour les deux frères jumeaux avec une ignorance presque sublime de la nuance et de la diction ». La suite du scandale est proprement spectaculaire : Jean Marais, croisant Alain Laubreaux le soir du 12 juin dans un restaurant au 80, boulevard des Batignolles (Paris), « lui cassa la figure » comme il l’avait annoncé,. Des journaux évoquent l'incident et, selon Henry-Jean Servat, Le Petit Parisien titre le surlendemain : « Le plus mauvais acteur de Paris rosse le meilleur de nos critiques dramatiques ». L'anecdote inspira librement François Truffaut pour la scène du film Le Dernier Métro, où le comédien interprété par Gérard Depardieu s'en prend à Daxiat, le critique de Je suis partout incarné par Jean-Louis Richard.
En août 1941, il entre à la Comédie-Française mais n’y joue pas, à cause de son engagement pour un film de Marcel Carné, Juliette ou la Clé des songes, qui ne se fait pas. Il accepte alors de faire son entrée au cinéma pour la première fois avec un rôle majeur dans Le pavillon brûle tandis que les revues de cinéma vantent son physique athlétique. Il s’y trouve « banal » avec une voix insuffisante, mais néanmoins, ce premier essai, avec son nom et sa photo affichés en grand sur toute la façade du cinéma Gaumont, représente pour lui une belle vengeance sur ses démêlés de contrat avec « le Français ». La même année, pendant le tournage du Lit à colonnes, son deuxième film, il rencontre la jeune et séduisante actrice Mila Parely, avec qui il a une liaison amoureuse et qu'il manque d’épouser,,.

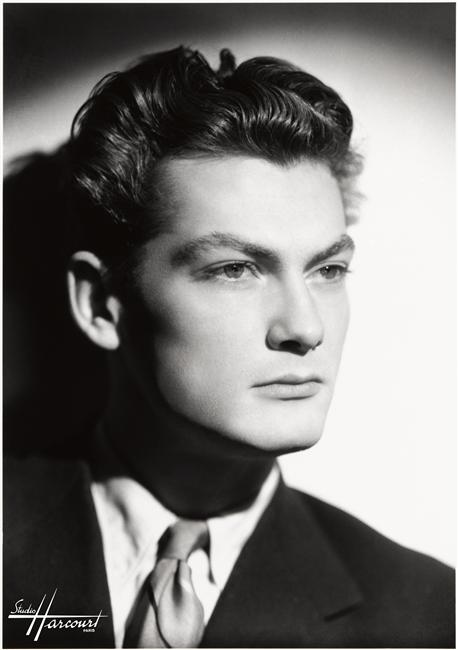
Jean Marais en 1942, photographie du studio Harcourt.

En 1942, nouveau conflit théâtre-cinéma. Après avoir tenu le rôle de Cléante dans L’Avare, Marais renonce à une nouvelle proposition de Dullin, lequel, furieux du refus, lui prédit un avenir épouvantable. Néanmoins, il obtient un visa pour une Italie mussolinienne sinistre et part à Rome, pour jouer dans l'adaptation par Christian-Jaque de Carmen, avec Viviane Romance. Pour son premier grand rôle au cinéma, il est « Don José », apprenant à monter à cheval et à effectuer ses premières cascades. Mais le film ne sortira sur les écrans qu'en 1945.
Toujours en conflit avec la Comédie-Française et son administrateur, Jean-Louis Vaudoyer, il ne peut pas jouer Renaud et Armide de Jean Cocteau ; ce dernier est à nouveau victime d'une cabale, vraisemblablement menée par les collaborationnistes, et les représentations sont rapidement annulées.
En 1943, il joue un Tristan moderne dans L'Éternel Retour de Jean Delannoy. Le film connaît un triomphe. Jean Marais et Madeleine Sologne, deux blondeurs éthérées, forment pour l’époque une sorte d’idéal romantique, les icônes d'une jeunesse qui veut se reconnaître en eux. Devenu une star, il lance la mode du pull Jacquard qu’il porte dans le film. Harcelé par le téléphone qui ne cesse de sonner et par les lettres de ses admiratrices qui arrivent par centaines à son domicile, rue de Montpensier, il charge sa mère Rosalie de répondre en son nom au courrier.
Le 22 mai 1944, il met en scène Andromaque de Racine au théâtre Édouard VII, et joue le personnage d'Oreste dans cette pièce avec Alain Cuny. Il n'est à nouveau pas épargné par les critiques d'Alain Laubreaux, qui moque l'absence de talent des deux comédiens, note que la pièce est « marquée du sceau de Corydon » et qualifie Marais de « l'homme au Cocteau entre les dents », affirmant qu'il ne doit son statut qu'aux hautes relations de Cocteau. Rebatet, de même, critique également « l'atroce Jean Marais », sa « nullité et sa trivialité foncière et grinçante », sa « prétention de giton adulé, de petit analphabète ». D'autres critiques dénoncent aussi la mise en scène et le jeu des acteurs. La pièce est interdite dès le 28 mai à la suite d'une déclaration du secrétaire d'État à l'Information et à la Propagande du gouvernement de Vichy, Philippe Henriot, qui affirme au micro de Radio-Paris que « les poses plastiques prises par messieurs Marais et Cuny dans Andromaque nuisent plus à la France que les bombes anglaises ». Le chef régional de la Milice française pour l'Ile-de-France est aussi intervenu auprès du préfet de police pour faire interdire la pièce,. Au total, Andromaque ne connaît que six représentations. Mais la pièce restera gravée dans les mémoires, faisant partie de l’histoire du théâtre. Idole d'une génération, Marais gagne encore en popularité et devient un symbole de résistance à l'occupant. Un journal français publié à Londres, France, évoque l'interdiction mais affirme que Marais et l'actrice Michèle Alfa « ont donné aux Allemands trop de marques de leur absolu dévouement pour qu'on puisse les soupçonner d'avoir cherché à laisser percer dans les vers de Racine le moindre sous-entendu patriotique ». De même, le quotidien du mouvement de résistance Défense de la France refuse de voir Cocteau, Marais et Michèle Alfa être présentés comme des « martyrs de la résistance ».
Durant l’Occupation, Jean Marais ne réagit pas, il la subit, s’en accommode, reste passif. Il ne s’engage pas dans la Résistance, pourtant sollicité par l'acteur Louis Jourdan. Cependant l’arrestation de son ami Max Jacob, le 24 février 1944 par la Gestapo et son internement à Drancy, lui révèlent l’horreur du régime nazi.

#### Engagement dans l'armée de Libération
Après la Libération de Paris, durant laquelle il se joint aux combats en août 1944, il s'engage dans l'armée française et rejoint en septembre 1944 la 2e DB du général Leclerc,. Il y sert, toujours accompagné de son chien Moulouk, au sein du 501e régiment de chars de combat. En uniforme et béret noir planté sur la tête, il conduit une jeep baptisée Célimène, puis des camions Dodge ou GMC pour ravitailler les équipages de chars en vivres et carburant. On salue sa bravoure pour avoir été un des seuls conducteurs à respecter la consigne de rester au volant de son véhicule lors du bombardement de leur colonne à Marckolsheim en Alsace (modestement, dans ses interviews ultérieures, il tiendra à relativiser cette attitude courageuse, l'expliquant par une volonté à ce moment d'être tranquille au chaud pour déguster des confitures de cerises). Il reçoit la Croix de guerre 1939-1945 et reste sous les drapeaux jusqu'en avril 1945.

#### L'après-guerre et ses films emblématiques

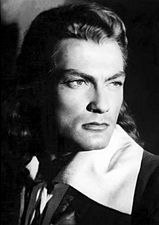
Jean Marais en Avenant, l'un de ses trois rôles dans La Belle et la Bête (1946) de Jean Cocteau.

À la fin de la Seconde Guerre mondiale, Cocteau lui écrit le triple rôle d’Avenant, de la Bête et du Prince charmant pour son film La Belle et la Bête. Dans son Journal d'un film, Cocteau mentionne qu’après un an de préparatifs et d’obstacles, le tournage de son film, auquel personne ne croit, démarre à Rochecorbon en août 1945, pour se terminer en janvier 1946. Le tournage a été très difficile à réaliser. Cocteau, souffrant d’une grave maladie de peau, le professeur Henri Mondor le fait hospitaliser à Pasteur, dans une cage de verre stérile, et il n'est sauvé de l'eczéma que grâce à un nouveau médicament provenant des États-Unis, la pénicilline.
L'état de Marais laisse aussi à désirer : il souffre d'un furoncle à l'intérieur de la cuisse, son masque lui provoque un eczéma au visage.
Pour le masque de la Bête, Marais avait imaginé une tête de cerf, pour la beauté des bois, mais Cocteau pensait que les spectateurs trouveraient une telle tête ridicule pour une bête féroce et dangereuse, et pour Christian Bérard, il fallait que la Bête ne soit pas un herbivore mais un carnassier effrayant. Il fallait environ trois heures pour fixer le masque de la Bête, qui s’étendait des yeux jusqu’à la bouche et de la bouche à la poitrine de Marais, et une heure pour chaque main. Le masque était fait comme une perruque, chaque poil monté sur tulle, en trois parties collées. Certaines dents de Marais étaient recouvertes de vernis noir pour paraître pointues ; ses canines étaient recouvertes de crocs tenus par de petits crochets, ce qui n'était pas très pratique pour manger. La « bête carnivore » se nourrissait donc essentiellement de purée et de compote. Avec ce triple rôle, Marais entre dans la légende cinématographique. Le film sort à Paris le 29 octobre 1946 sur les Champs-Élysées et sur les Grands Boulevards. Contre toute attente, le succès populaire n'est pas immédiat, mais il sera progressif pour finir en triomphe. Devenu un film mythique, il sera exploité avec succès jusqu'en Chine où le masque de la Bête devint même un « produit dérivé » à la mode vers 1950.
En 1946, il abandonne son rôle dans Les Parents terribles à Daniel Gélin, pour jouer sur scène Stanislas l'anarchiste amoureux de la Reine (Edwige Feuillère), dans la nouvelle pièce que Cocteau a écrite pour lui : L'Aigle à deux têtes. La pièce se joue durant un an à guichets fermés. La critique est dure pour l’auteur et cruelle pour son acteur : « C’est un acrobate, un point c’est tout », en parlant de la scène finale où, chaque soir, Marais meurt en tombant à la renverse du haut d’un escalier dans une chute spectaculaire, après avoir tué la reine. La pièce est jouée, lors d’une représentation exceptionnelle, au théâtre de la Fenice de Venise pour la Biennale du théâtre. Après la version filmique de la pièce l’année suivante, le couple Marais-Feuillère ne se reformera que trente-cinq ans plus tard.

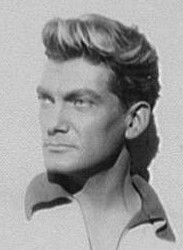
Jean Marais en 1947, photographié par Carl Van Vechten.

Automne 1947, il achète en indivision avec Cocteau une maison à Milly-la-Forêt, tout en gardant leur appartement parisien, rue de Montpensier.
En 1947-1948, il tourne au cinéma auprès de certaines des plus grandes vedettes féminines françaises de l'époque : Les Chouans avec Madeleine Robinson, Ruy Blas avec Danielle Darrieux, Aux yeux du souvenir avec Michèle Morgan, film qui scelle ses retrouvailles avec Jean Delannoy ; ce dernier l'engagera à nouveau, plus tard, au cinéma, dans La Princesse de Clèves avec Marina Vlady.
En 1948, Cocteau donna une version cinématographique de sa pièce Les Parents terribles avec un Jean Marais déjà âgé de trente-cinq ans dans le rôle du fils, et dans le rôle de la mère Yvonne de Bray pour laquelle Marais, bouleversé, envoûté, autant par l’artiste que par la femme, avait une admiration débordante.

### Émancipation et triomphe populaire

#### Changement de registre
En 1948, il a envie de vivre, de s’aérer, il quitte la compagnie de Cocteau pour habiter dans une péniche Le Nomade amarrée sur la Seine au 78, boulevard Koenig à Neuilly-sur-Seine. Avec l’éloignement de l’un et de l’autre, les rapports Cocteau-Marais se transforment en rapports mentor-disciple. Mais si son amour pour Cocteau se change en amitié, c'est une amitié à laquelle Marais restera toujours fidèle jusqu’au dernier jour du poète. « Marais inspira Cocteau et Cocteau fit exister Marais », écrit Bertrand Meyer-Stabley dans son livre sur les amants terribles.
En 1948, il joue avec succès au théâtre dans Chéri, une pièce de Colette avec Valentine Tessier, mais refuse d’interpréter le même rôle dans la version filmique de 1950, le laissant au profit de Jean Desailly, par solidarité avec sa partenaire de scène, évincée de son rôle à l’écran, sous le prétexte d’être trop âgée.
En 1949, Fernand Lumbroso, manager de tournées théâtrales, propose à Jean Marais d’organiser, de mars à mai, une tournée au Moyen-Orient (Égypte, Turquie, Liban) avec sept pièces pour six spectacles. Le choix de Marais est éclectique et permet à un large public de s’y retrouver : La Machine infernale, Les Parents terribles et Les Monstres sacrés, trois pièces de Cocteau, Léocadia d’Anouilh, Britannicus de Racine, Huis clos de Sartre et Léonie est en avance ou le Mal joli de Feydeau. Partout, la tournée connait un succès dithyrambique.
En 1949, il interprète Roméo, aux côtés de Josette Day, dans une adaptation radiophonique de Roméo et Juliette de Jean Cocteau, réalisée par Léon Ruth pour la Chaîne Nationale dans le cadre de la série « Tout Shakespeare en 18 émissions ».
En 1949, il est Orphée dans l'un des plus célèbres films de Jean Cocteau, Orphée avec Maria Casarès et François Périer. « Tourner Orphée était pour moi une tâche plus glorieuse : c’était la plus belle récompense que j’aie jamais rêvée », déclara-t-il par la suite. Le film est récompensé par le Grand Prix international de la Critique à la Mostra de Venise. C’est la dernière fois que Marais tourne avec Cocteau, excepté une courte apparition dans l’ultime film du poète Le Testament d'Orphée en 1959. Dans le rôle d’Orphée âgé, Cocteau croise, sans le voir, Marais jouant Œdipe aveugle.
En 1950, il fait la connaissance du danseur américain George Reich. Ils resteront ensemble neuf ans.
Dans les années 1950, Marais est à l’apogée de sa gloire, enchaînant film sur film. Il retrouve Michèle Morgan, avec laquelle il forme « le couple idéal du cinéma français », dans Le Château de verre de René Clément. Les deux acteurs reçoivent la Victoire du Cinéma Français pour la meilleure actrice et le meilleur acteur en ouverture du Festival de Cannes. Puis, il tourne avec les grandes actrices Alida Valli, Dany Robin, Jeanne Moreau, Danièle Delorme, Danielle Darrieux et la jeune Brigitte Bardot, et pour de grands cinéastes, dont Marc Allégret, Pabst, Sacha Guitry, Jean Renoir dans Elena et les Hommes, où il partage la vedette avec Ingrid Bergman. Ayant refusé de jouer dans La Ronde, car il n’adhère pas à la direction de Max Ophuls, il déclare par la suite « Je me suis trompé, cela a été un très bon film ».
En 1951, il est de nouveau pensionnaire de la Comédie-Française. Il y est à la fois comédien, metteur en scène et décorateur. C'est la première fois qu'une telle fonction est donnée à un comédien aussi jeune (il a trente-huit ans). Pour la deuxième fois, il persiste et signe la mise en scène de Britannicus avec les comédiens de la salle Richelieu, s'attribuant le rôle de Néron. Son parti pris est de casser la déclamation, de ne pas faire « donner de la voix » comme c’est la règle dans la maison : « Les vers de Racine sont si beaux et si riches qu’il n’y a pas besoin de rajouter du chant : le vers est là, la rime est là », déclare-t-il dans son entretien avec Carole Weisweiller. Côté scandale, il est servi : huées, cris, sifflets avant qu’il ouvre la bouche. Chaque séance se termine par des bravos frénétiques mêlés aux vociférations outrageantes. On parle d’une nouvelle « Querelle des Anciens et des Modernes », d’une nouvelle « bataille d’Hernani ». C’est une véritable cabale organisée contre ce jeune présomptueux, vedette de l’écran venue s’exhiber dans le temple du répertoire classique. Étant pensionnaire du Français, il ne peut tenir le rôle d’Hans, le jeune paysan, dans Bacchus, la nouvelle pièce de Cocteau, montée dans un théâtre privé par la compagnie Renaud-Barrault. En 1988, il aura à cœur de mettre en scène la pièce, mais en interprétant le rôle de son âge, celui du Duc.
Le 1er décembre 1952, il interprète consciencieusement, salle Richelieu, le rôle de Xipharès dans Mithridate, et obtient un congé de trois mois pour aller tourner à Venise L'Appel du destin où il joue le rôle du père du jeune prodige Roberto Benzi. À son retour d'Italie en 1953, exaspéré par les tracasseries, ne se sentant pas chez lui dans la vénérable maison, il quitte définitivement la Comédie-Française après une altercation avec l'administrateur Pierre-Aymé Touchard, lequel voulait l’obliger à jouer le rôle de Roméo dans une adaptation de Roméo et Juliette qu'il n'aimait pas.
En 1954, Albert Willemetz, directeur du Théâtre des Bouffes-Parisiens, le nomme au poste de directeur artistique. Il met en scène et joue aux côtés de Jeanne Moreau dans la pièce de Cocteau, créée en 1934, La Machine infernale. C’est au cours de la tournée de la pièce en province qu’il apprend le décès d’Yvonne de Bray. La disparition de sa seconde mère le bouleverse. En 1955, dans le même théâtre, il met en scène la pièce de George Bernard Shaw, Pygmalion, en réalisant les décors et costumes, avec Jeanne Moreau, remarquable dans le rôle d’Élisa.

#### Un héros de cape et d'épée
1954 est l'année de son plus grand succès au cinéma avec Le Comte de Monte Cristo, dans une seconde adaptation en couleurs, de Robert Vernay, du roman d'Alexandre Dumas. En pleine gloire du film de cape et d'épée en France, Jean Marais devient l'une des vedettes du genre, attirant le public dans des films spectaculaires en couleurs et des cascades qu'il effectue le plus souvent lui-même. Déjà quelques scènes de La Belle et la Bête et Les Chouans avaient brièvement montré ses talents de cavalier et de bretteur.

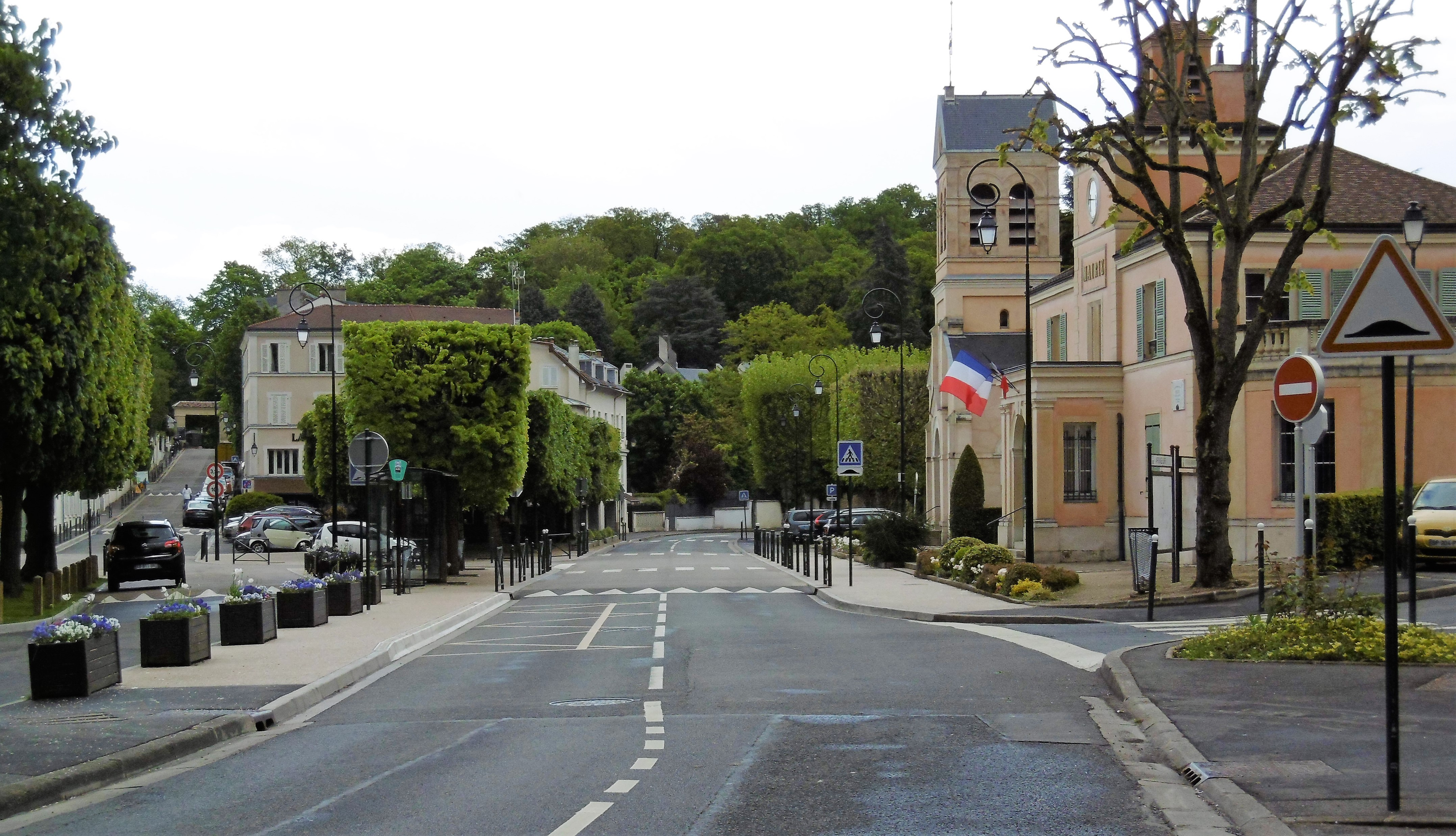
Marnes-la-Coquette (Hauts-de-Seine) où résida Jean Marais de 1954 à 1971.

Début 1954, il revend sa péniche et ses parts de la maison de Milly-la-Forêt et achète à Marnes-la-Coquette un grand terrain avec un petit pavillon adossé au Parc de Saint-Cloud, une « folie » du XIXe siècle dont il fera son atelier. C’est lui qui dessine entièrement les plans de la future maison de plain-pied, dont la construction va lui coûter beaucoup plus cher que prévu. Il fait édifier un long pavillon encadré de deux courtes ailes, « subtil mariage de classique français et de colonial anglais », et aménager un atelier dans un ancien pavillon de musique du XVIIIe siècle.
Il reconnaît lui-même qu’il a « la folie des grandeurs », et ses soucis d’argent avec le fisc vont commencer. Il habite cette maison de fin 1954 jusqu’au début des années 1970.
En août 1954, il participe aux côtés de Marlène Dietrich à un gala à Monte-Carlo au profit des enfants poliomyélites. Sa générosité est reconnue dans le milieu artistique.
Le 20 octobre 1955, il est au premier rang des invités pour écouter le discours de Jean Cocteau pour son entrée sous la Coupole de l’Académie française.
Au Gala de l'Union des artistes au Cirque d'Hiver (Paris), ses cascades sont de plus en plus attendues et les enchères grimpent à chaque participation. Le 2 mars 1957,, il présente un dangereux numéro de haute voltige, sans harnais de sécurité, au sommet d'une perche flexible à dix-huit mètres du sol, pour prouver que « les artistes peuvent ne pas tricher ». Le réalisateur André Hunebelle, présent dans la salle, remarque sa performance et s’en souviendra quand il lui demandera, un peu plus tard, de mettre à profit son sens de la cascade dans de prochains films.

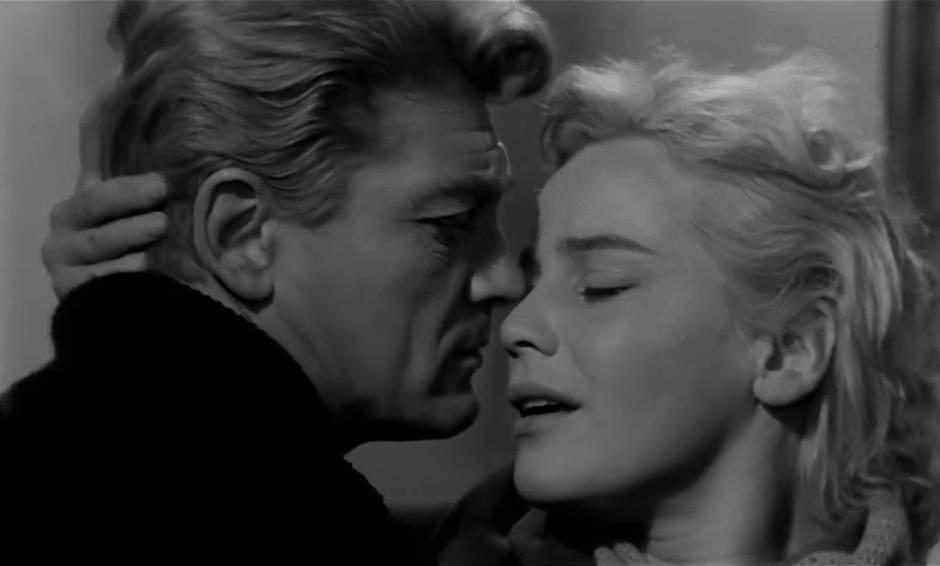
À côté de ses films de cape et d'épée, Jean Marais apparaît dans Nuits blanches de Luchino Visconti.

En 1957, Luchino Visconti l'engage pour son film Nuits blanches avec un trio international d’acteurs : lui français, l’Autrichienne Maria Schell et l’Italien Marcello Mastroianni. Le film reçoit le Lion d'argent à la Mostra de Venise. Cette même année 1957, il accepte, un peu forcé par George Reich, son compagnon, d’être l’auteur-producteur-metteur en scène-décorateur de L’Apprenti-fakir, une comédie musicale digne d’un show de Broadway, genre qui n’a pas encore percé en France. Le spectacle tient deux mois au théâtre de la Porte Saint-Martin, mais malgré les salles pleines, Marais perd 20 000 francs (environ 3 000 €) par soir.
À plus de quarante ans, il estime, certainement avec raison, qu’il lui faut jouer des rôles plus en adéquation avec son âge et pour interpréter le rôle principal dans la pièce de George Bernard Shaw, César et Cléopâtre, il se fait une tête d’empereur romain vieillissant, le nez busqué, allant jusqu’à se raser partiellement la tête, au point d’être méconnaissable.
En 1959, Visconti le reprend dans la pièce Deux sur la balançoire, avec Annie Girardot. Le trio Girardot-Visconti-Marais fonctionne à merveille. Pourtant, le succès de la pièce ne permet pas à Marais de rembourser toutes ses dettes. Tandis qu’en ce mois de février, George Reich, le compagnon de Marais, quitte la maison de Marnes-la-Coquette, celle-ci va servir d’hébergement, à Henri, le frère de l’acteur, gravement malade et à Jean Cocteau, en mai 1963, pour qu'il se remette d'une crise cardiaque avant son retour en sa maison à Milly-la-Forêt où il meurt le 11 octobre 1963.
Chose promise, chose due ! André Hunebelle l’appelle pour son premier grand film de cape et d’épée, tourné en 1959, Le Bossu, avec la complicité de Bourvil. C'est le début d'une nouvelle destinée, à 46 ans. Il est toujours aussi populaire, et ce nouveau registre, plus familial, lui permet de séduire un public encore plus important. Certes, dans ce film, il escalade, galope, ferraille, mais ce qu’il soigne particulièrement, c’est sa métamorphose très réussie du personnage de Lagardère en bossu.
En 1960, il retrouve à nouveau Bourvil et André Hunebelle dans Le Capitan, au cours duquel Marais exécute une scène périlleuse en escaladant les murailles du Château de Val et se blesse à l'œil lors d'une scène d'escrime. Il enchaîne ensuite une série de films de cape et d'épée dont Le Capitaine Fracasse en 1961 ou encore Le Masque de Fer d'Henri Decoin en 1962, son dernier film du genre, où il interprète, à presque cinquante ans, le rôle de d'Artagnan vieillissant.

#### Les films d'aventure et d'espionnage

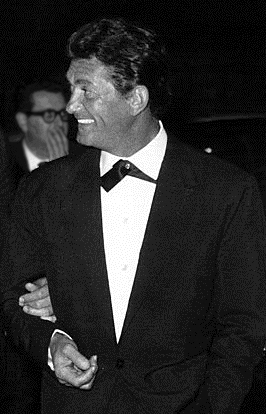
Jean Marais en 1961 lors du festival dei due mondi.

Descendu de son cheval, Jean Marais change de registre en s’essayant dans le film d’espionnage, en raison de l'essor du genre avec le succès international de James Bond. Il interprète un agent secret dans le doublé L'Honorable Stanislas, agent secret en 1963 et Pleins feux sur Stanislas en 1965.
En perte d’audience, il change encore de registre et connaît cette fois un nouveau triomphe au cinéma avec la trilogie Fantomas d'André Hunebelle, dans laquelle il joue le double rôle du journaliste Fandor et de Fantômas. Il y effectue souvent ses propres cascades. Jean Marais s'attribue l'origine du film, selon lui suggéré par Cocteau, admirateur des feuilletons de Fantômas dans les années 1910. Les versions divergent quant à la genèse du film : une autre explication veut que Hunebelle lui a offert le rôle de Fantômas pour compenser le fait qu'il ne lui ait pas confié celui d'OSS 117, dont Marais avait pourtant instigué l'adaptation. Fantomas en 1964, Fantomas se déchaîne en 1965 et Fantomas contre Scotland Yard en 1967 remportent un succès considérable. Mais bien que le public afflue dans les salles et que le nombre d'entrées explose, il estime que ces films n'ont pas le prestige des précédents. De plus, après avoir dû partager, dans une bonne entente, la vedette avec Bourvil, le voilà désormais presque relégué, au fur et à mesure de la trilogie, au rang de premier second rôle par Louis de Funès qui interprète le rôle du commissaire Juve. Un quatrième opus (Fantomas à Moscou) était prévu. Mais les deux acteurs, en compétition, ne s'entendaient pas et refusèrent de retravailler ensemble.

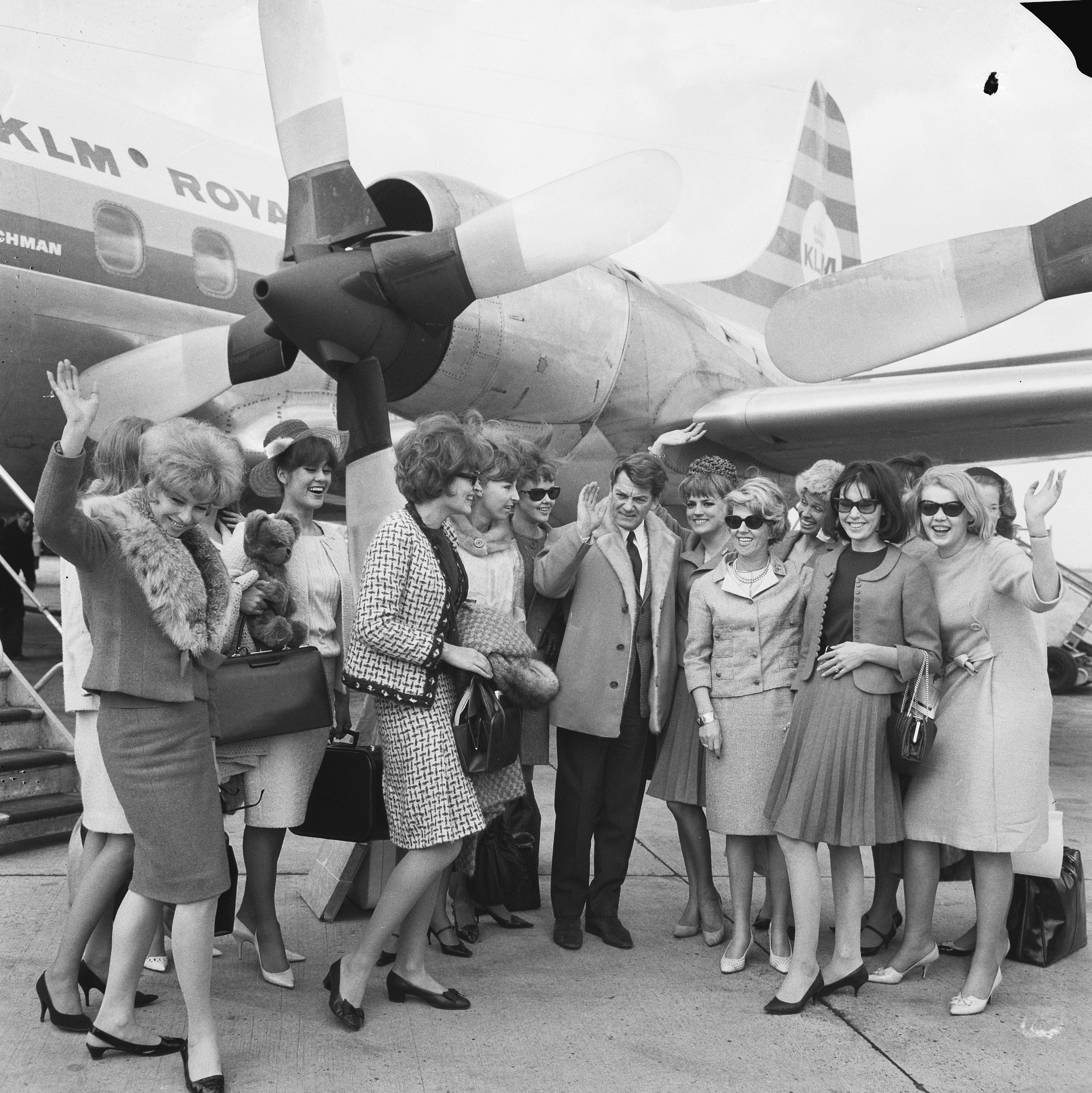
Jean Marais, photographié au milieu de la troupe des Blue Bell Girls du Lido de Paris, arrivant à l'aéroport d'Amsterdam-Schiphol en avril 1965.

La série des films d’aventure n’est pas terminée, mais l’étoile du cinéma commence à perdre de son éclat, la cinquantaine passée. Il est toujours demandé, mais dans ce genre, il ne convaincra pas entièrement et le succès lui sera mesuré. L’audience baisse de plus en plus. Après les films de cape et d’épée où il fit merveille, le voici en costume moderne voué aux rôles de gentleman aventurier, comme dans Le Gentleman de Cocody (1965), Train d’enfer (1965) et Le Saint prend l’affût (1966), ce dernier marqué par l’accident mortel du cascadeur Gil Delamare en plein tournage.
À cette époque, « On ne me proposait plus que des films d’aventures. Le piège que j’avais voulu éviter toute ma carrière se refermait. J’ai commencé par refuser. Et puis on ne m’a plus rien proposé du tout ». Il aurait dû interpréter le père du tout jeune Alain Delon dans un film de Christian-Jaque sur l’histoire de Marco Polo. Mais le film, La Fabuleuse Aventure de Marco Polo, se fera plus tard mais sans eux, à cause d'une production financière inadéquate.
En 1965, à cinquante-deux ans, il achète un terrain dans le domaine du Haut-des-Pradons à Cabris, dans les Alpes Maritimes, pour y construire une maison dans laquelle il compte s’installer, la soixantaine venue, pour se consacrer à ses passions : la peinture et la poterie. Il fera construire sur place four, atelier, piscine, et cela lui coûtera cher, très cher, d’autant plus qu’il a les frais de sa résidence principale à Marnes-la-Coquette !

### Théâtre, poterie et souvenirs

#### Retour au théâtre
En 1968, il semble délaisser pour un temps le grand écran, faute de rôles qui lui conviennent et privilégie dès lors le théâtre où il met en scène, en réalisant les décors et costumes, Le Disciple du Diable de George Bernard Shaw, par fidélité à Cocteau qui avait écrit l’adaptation en français en 1962.
En 1969, quelle ne fut pas sa joie lorsque Marcel Cravenne lui demande enfin d’être l’interprète du rôle de Renaud dans la version télévisée de la tragédie de Cocteau Renaud et Armide, rôle dont il avait été privé en 1943. C'est sa 1re expérience d’interprétation à la télévision. Le 8 avril 1969, Jacques Chancel le reçoit dans Radioscopie. Au théâtre, il joue et met en scène Œdipe-Roi en assurant les décors et costumes et l’année suivante, il est Cyrano de Bergerac à Lyon puis en tournée à travers la France, sauf à Paris ce qui paraît incompréhensible.
En 1970, il lance sa collection de prêt-à-porter en créant sa société, J.M. Diffusion, conseillé par son tailleur, André Bardot.
Au cinéma, les propositions se font rares. Il espère jouer le rôle principal du film de Visconti Mort à Venise, mais c’est Dirk Bogarde qui est retenu. Le même Visconti envisage de porter à l’écran À la recherche du temps perdu avec Marais dans le rôle du prince de Guermantes. Projet abandonné. Autres déceptions, faute d’accords de producteurs, il doit renoncer à ses ambitions d’adapter le roman de Victor Hugo Les Travailleurs de la mer et de réaliser un film musical, Mila, selon un scenario tiré d’un de ses contes. Son rêve de jouer dans un vrai western américain ne se réalisa jamais, car ce genre cinématographique était passé de mode.
Lot de consolation, en 1970, Jacques Demy lui offre dans Peau d'âne son dernier grand rôle au cinéma, celui du roi amoureux de sa fille, interprétée par Catherine Deneuve. L'œuvre est profondément influencée par l'univers du cinéma de Jean Cocteau, notamment par La Belle et la Bête (1946). Le choix de Jean Marais pour ce rôle du Roi bleu est d'ailleurs lié à cette référence.
En 1973, sur le petit écran, il retrouve le succès pour sa huitième et ultime collaboration avec André Hunebelle dans le téléfilm en sept épisodes Joseph Balsamo. La même année, il apparaît dans l'émission de télévision littéraire Italiques pour parler de la rencontre Cocteau - Moretti

#### Sauvetage d'une vie
Pendant les quinze années suivantes, il disparait totalement des écrans pour ne se consacrer qu’au théâtre où il joue Tartuffe ou l’imposteur, Le Bossu et Jean Valjean. Depuis longtemps, il rêvait de jouer dans une pièce de Shakespeare. Avec Le Roi Lear, où il apparaît vieilli, portant une longue barbe blanche, dans le rôle du vieux roi qui, trahi par ses deux filles et parvenu au comble de l’infortune, arrive à en perdre la raison ; Marais réussit à réaliser une composition hors pair au Festival de Vaison-la-Romaine, puis à Paris à l'Athénée, en province et en Allemagne de janvier à avril 1979.
En dépit de ses succès au cinéma, il connaît, depuis les années soixante, de grosses difficultés d’argent liées à son train de vie, sa générosité et ses dettes vis-à-vis du fisc à qui il doit sept cent mille francs (soit environ trois cent mille euros des années 2020). « À cette époque, j’avais la propriété de Marnes-la-Coquette et j’avais déjà celle de Cabris, qui n’était pas achevée. J’ai mis les deux propriétés en vente en me disant : la première qui se vendra me dira où je devrai finir ma vie ». Comme la maison de Marnes était en bon état, c’est elle qui s’est vendue en premier.
Début des années 1970, il se retire dans les Alpes-Maritimes, en sa maison de Cabris dans les environs de Grasse. Sa mère meurt le 15 août 1973, à l'âge de 86 ans. 
Pour occuper son temps de loisir, il décide de faire de la poterie, avec un four flambant neuf dans l’atelier de sa nouvelle demeure. Il s'aide seulement de livres et ses débuts sont peu fructueux. On lui conseille de prendre des cours de tournage. À Vallauris, il vient passer une commande de deux cents kilos de terre glaise et fait la rencontre fortuite, le 6 juin 1973, de Nini Pasquali (1927-2018) et de son mari Jo, potier dans cette commune, près de Cannes. Sa vie va changer. La suite, c'est une très belle amitié, une confiance absolue qui dura 25 ans, jusqu’au décès de l’artiste. Le couple prend l’acteur sous son aile. Jo l’aide à mieux maîtriser son art en lui apprenant à tourner. C’est d’ailleurs l’origine d’une plaisanterie : quand on lui demandait pourquoi il ne tournait plus (au cinéma), il répondait : « Je n’ai jamais autant tourné de ma vie ! »,.
Des heures durant derrière son tour, guidé par Jo, il découvre de nouveaux gestes. De la poterie, il passe au modelage et du modelage à la sculpture il n’y a qu’un pas. Il ouvre en 1975 une première galerie à Vallauris avec l’aide de Jo et de sa femme Nini. « Je suis un artisan, pas un artiste. L’art m’attire, me fascine. J’aime m’en approcher, je respecte l’artiste, je l’aime, j’aimerais lui ressembler. Mais je place trop haut l’art pour me croire un artiste », déclare-t-il à Gilles Durieux, auteur d’une biographie de l’acteur. À une personne trop admirative de ses qualités de peintre, l'appelant maître, il répond : « Maître, non. Un mètre quatre-vingt-quatre, d'accord », car, disait-il : « Jamais je ne me suis pris pour un artiste. Tout juste pour un artisan et surtout pour un vieil enfant qui s’amuse ».
En 1976, il ouvre également une deuxième galerie à Paris, où il vend ses poteries et ses peintures, au 91, rue Saint-Honoré, à l'enseigne Jean Marais, potier. La boutique est tenue par son amie, l'actrice Mila Parély, la sœur de la Belle dans La Belle et la Bête,. Puis, une troisième galerie ouvre en 1981 à Megève sur la place du village et une quatrième à Biarritz. La vente de ses œuvres est importante, renforcée par le succès de son exposition à la Galerie La Cimaise de Montréal au Canada. Ces galeries l’ont aidé à résoudre ses problèmes financiers, sa dette au fisc s’étant élevée jusqu’à 120 millions de centimes de franc.
Pour le sortir de ce bourbier et sauver le naufragé définitivement, Nini veille sur ses finances en surveillant sa philanthropie trop naïve et son côté flambeur. Elle arrive à le convaincre de vendre sa maison de Cabris, qui est un gouffre financier. Après avoir vécu dans un mobil-home blotti dans un petit bois près d’Antibes, il s’installe en 1981 dans l'arrière-pays provençal, dans une petite maison dans le haut Vallauris, 1196 chemin du Cannet, dite « le Préau », dotée d'un portail en fer forgé dessiné par Cocteau et de trois ateliers (pour la poterie, la peinture et le dessin). Les Pasqualli se bâtissent une demeure mitoyenne à celle de l’acteur.
Dès 1982, pour lui épargner d'inutiles dépenses d’hôtellerie et restreindre son train de vie, Nini lui loue, tout en haut de la Butte Montmartre, un petit appartement au 22, rue Norvins. Il devient le voisin de son ami Jean-Pierre Aumont qui réside au 4 allée des Brouillards.
Chaque année depuis 1986, il participe à la Fête de la Poterie de Vallauris en créant notamment l’affiche de l’événement. Cet hôte de prestige fait bénéficier la commune de son enthousiasme et de son talent. Grasse étant la ville des parfums, il donne son nom à une marque de parfum dont il dessine le flaconnage.
Au cinéma, il connaît à cette époque des contretemps. Ainsi, il refuse le rôle d’un Jules César « un peu trop folle » à son goût (il est remplacé par Michel Serrault) dans le film de Jean Yanne : Deux heures moins le quart avant Jésus-Christ et celui de l’assassin dans Le Nom de la Rose de Jean-Jacques Annaud, alors qu’il aurait souhaité tourner dans La Guerre du feu. Les réalisateurs de la Nouvelle Vague le considèrent comme une icône, mais ne le font pas tourner : « Avec le recul du temps, je comprends pourquoi… J’étais devenu, aux yeux des spectateurs et des cinéastes, un acrobate professionnel qui avait fini par leur faire oublier qu’il pouvait aussi être un acteur et jouer la comédie ». Paris ne l’oublie pas tout à fait et tente de se faire pardonner en le nommant président de la « Nuit des Césars » en 1980. En 1985, Jean-Luc Godard lui propose d'interpréter le rôle de Joseph dans son film Je vous salue, Marie, mais ne donne pas suite. La même année, il siège au comité d'honneur de la Première Mondiale d'Art Tzigane qui se déroule à la Conciergerie de Paris. En 1988, Anne Delbée (avec l’appui d’Isabelle Adjani) lui propose de tenir le rôle de Rodin, mais le projet est bloqué par les héritiers de Claudel.

#### Gardien de la mémoire de Cocteau

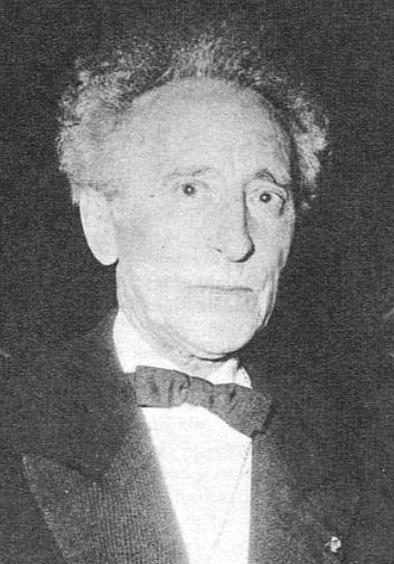
Après la mort de Jean Cocteau en 1963, Jean Marais préserve le souvenir du poète, notamment avec son spectacle Cocteau-Marais dans les années 1980.

Au théâtre, après avoir mis en scène en 1977, au théâtre Antoine à Paris, Les Parents terribles et interprété, cette fois à l’âge de 64 ans, le rôle de Georges, le père de Michel, il monte en 1983 le spectacle Cocteau-Marais, jouant seul en scène, pour faire revivre la mémoire de ce poète de génie, disparu en 1963. Il devient le gardien de l'œuvre de Cocteau, sans être son héritier légal. Avançant en âge, il interprète de grands rôles comme celui de Don Diègue, le vieil homme humilié, dans Le Cid, de Don Gomez, le vieillard amoureux, dans Hernani, ou le faux dévot dans Tartuffe, tout en jouant aussi un respectueux paysan, Pedro Crespo, dans L'Alcade de Zalamea ou encore un vieux cow-boy hirsute, à la voix cassée, un dur à cuire, dans Du vent dans les branches de sassafras. Par deux fois, il retrouve sa grande amie Edwige Feuillère dans Cher menteur de George Bernard Shaw, pièce adaptée par Cocteau, et dans La Maison du lac.
En 1983, il est le grand invité de l'émission de télévision, Le Grand Échiquier de Jacques Chancel, consacrée au 20ème anniversaire de la mort de Jean Cocteau.
En mars 1987, Bernard Pivot l'invite à son émission Apostrophes. Présentant sa correspondance avec Jean Cocteau, Marais confirme leur relation amoureuse. Une première à la télévision
Au cours d'un entretien télévisé pour Cinéma, Cinémas en 1987, après avoir évoqué sa violente altercation avec Alain Laubreaux, laquelle inspirera une scène du film Le Dernier Métro, il confie à Raoul Sangla sa surprise de n'avoir jamais été engagé par François Truffaut, réalisateur dudit long métrage et cinéaste régulièrement présent à chacune des représentations de l'acteur sur scène.
En 1988, il enregistre la chanson On n'oublie rien, de François Valéry et Gilbert Sinoué, chez Franceval, et il joue dans Bacchus, pièce de Cocteau, qu'il met en scène et dont il réalise les décors et les costumes.
En 1989, en présence d’Alain Juppé, premier adjoint au maire de Paris, il assiste à l’inauguration de son bronze sortant d’un mur de la place Marcel-Aymé à Paris, représentant l’auteur de Passe-muraille.
En 1989, au théâtre, il réalise sa dernière mise en scène de La Machine infernale de Cocteau en interprétant le rôle de Laïos.
En 1990 au Théâtre du Châtelet, il préside la 4e Nuit des Molières et dans une émission de télévision de FR3, « 1940-1945 : la nuit la plus longue », présentée par Pierre-André Boutang, il confesse avoir tardivement pris conscience du caractère criminel du régime nazi. « Pour moi, dit-il, le choc a été le jour où les juifs ont porté l’étoile jaune ; à partir de ce jour-là, j’ai franchi un seuil dans l’engagement ». L’occasion de cette prise de conscience sera l’arrestation de Max Jacob par la Gestapo le 24 février 1944 et sa mort à Drancy, le 5 mars 1944.
Après avoir écrit et illustré quelques livres, contes et poèmes et rédigé ses mémoires, Histoires de ma vie, il est aussi l'auteur de L'Inconcevable Jean Cocteau en 1993, hommage posthume à son ami disparu.

#### Dernières années

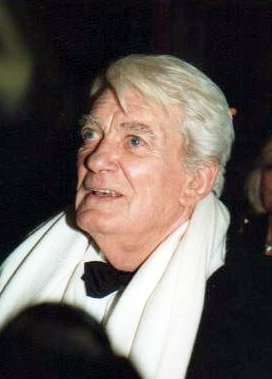
Jean Marais en 1993, à la des César.

En 1993, Marais et Michèle Morgan jouent ensemble dans Les Monstres sacrés et à cette occasion, pour ses quatre-vingts ans, Jean-Claude Brialy, directeur des Bouffes-Parisiens, lui organise une grande fête surprise en présence de très nombreuses personnalités du Tout-Paris. Moment d'intense émotion, d’autant plus que sa santé se dégrade.
En 1994, il commence à se plaindre d’une mauvaise sciatique qui touchait le nerf crural, le clouant sur place comme paralysé. En fait, c’est le début de son myélome, un cancer hématologique de la moelle osseuse, maladie de Kalher qui avait emporté son ami André Bourvil en 1970. Mais comme il n’aurait pas supporté de se savoir condamné, cherchant à anticiper l’issue fatale, la vérité sur sa maladie lui sera cachée par son rhumatologue à Nice, le professeur Gérard Ziegler, qui prétendait que ses douleurs dorsales venaient de ses cascades au cinéma. Certes, sa colonne vertébrale avait souffert au long de sa carrière, mais là n’était pas la cause de ses douleurs.
En 1995 à Vallauris, Marais pose pour Gueorgui Chichkine, le grand portraitiste russe qui depuis son adolescence rêvait de rencontrer son héros de films de cape et d’épée. « Son art est fantastique, écrit l’acteur, je ne suis rien à côté de lui. »
Le 2 mai 1996, le président Jacques Chirac remet à l'Élysée les insignes de chevalier de la Légion d'honneur à Gérard Depardieu et la cravate de Commandeur de la Légion d’honneur à Jean Marais, au cours d'une cérémonie de remise collective de décorations à des personnalités du cinéma et du théâtre : « Ça a été terrible de rester une heure debout, mais Chirac a été merveilleux ».
On le retrouve plus discrètement au cinéma, en particulier dans Parking de Jacques Demy et Les Misérables du XXe siècle de Claude Lelouch. Il tourne un dernier film, Beauté volée de Bernardo Bertolucci en 1996, étonné qu’un tel réalisateur de renommée internationale connaisse même son nom.
Le 15 décembre 1996, il rédige son testament. Ses parents décédés ainsi que son frère Henri en 1959, il n’a pratiquement plus de famille, hormis deux nièces oubliées. Il déclare faire de Nini et Jo Pasquali ses légataires universels, par reconnaissance pour leur aide amicale.
Le 10 janvier 1997, Bernard Pivot reçoit Jean Marais à son émission de télévision Bouillon de culture. C'est le dernier inteview de l'acteur sur le petit écran.

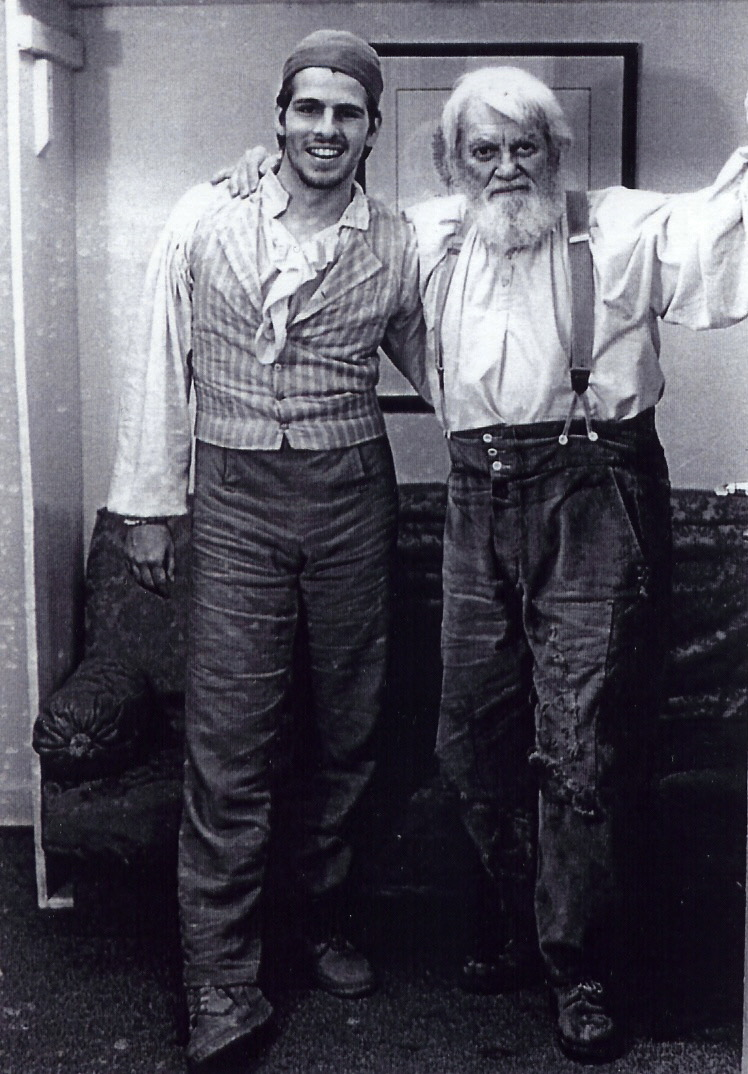
Le chanteur Hervé Domingue et Jean Marais dans les coulisses de L'Arlésienne aux Folies Bergère en 1997.

Dernier passage sur les planches au printemps 1997 aux Folies Bergère, où il interprète le berger Balthazar dans L'Arlésienne, aux côtés de Bernadette Lafont.
À l'automne 1997, Jean-Luc Revol rêve de le voir à Paris en tête d'affiche de La Tempête de Shakespeare. Marais, bien que fort affaibli par la maladie, prépare avec beaucoup de bonheur le rôle de Prospéro, mais soudain le 10 octobre, c'est le drame. Il s’écroule en pleine répétition, sur la scène du théâtre de l'Eldorado. Il est conduit aux urgences à l’hôpital Bichat. Durant son trajet en ambulance, il voit partout les affiches de la pièce signées par Pierre et Gilles qui le représentent tel un démiurge barbu planté sur son nuage, les bras en croix. Il ne peut s’empêcher de sourire, mais cette fois la chance le quitte. Atteint d’une double pleurésie, il doit interrompre les répétitions deux jours avant la Première. Son vœu le plus cher aurait été de mourir sur scène, car le théâtre était toute sa vie mais, personne ne voulant plus l’assurer, il ne remontera plus jamais sur les planches.
De retour à Vallauris, il porte une ceinture orthopédique et suit sans le savoir une chimiothérapie. Prisonnier de son corps, il confie à Nini Pasquali : « Je préfère le pinceau à la canne. ». Il ne bouge plus guère de son « Préau », éprouvant des difficultés à rester assis devant son chevalet, il ne peut plus ni peindre ni faire de la poterie.
Fin décembre 1997, il est autorisé par le professeur Ziegler à quitter l’hôpital de l’Archet à Nice, il peut assister au vernissage de sa dernière exposition à l’Art World Gallery. Ses amis viennent le voir se doutant que c’est pour un adieu. Il leur murmure : « J’ai eu tellement de chance dans ma vie, il faut bien payer la note ». En mai 1998, Tony Curtis de passage à Cannes vient le voir pour lui faire part de son admiration, d'ailleurs réciproque. Cependant, ne croyant pas du tout à sa postérité, il dit à Jo Pasquali : « Tu sais, après ma mort, ils m’oublieront ».

#### Mort et hommages
Le 8 novembre 1998, un mois avant de fêter son 85e anniversaire, il meurt à l’hôpital des Broussailles à Cannes, d'un œdème aigu du poumon, comme Jean Cocteau trente-cinq ans auparavant. Le lendemain de sa mort, Pierre Arditi déclare sur un plateau de télévision : « Il a regardé le monde comme un enfant regarde le monde. Il a dédié sa vie à l’art de l’acteur sans avoir la grosse tête. Il portait sur sa gueule magnifique ce qu’il était dans la vie réelle. ». Lorsqu’elle apprend la mort de celui qui était son ami depuis leurs débuts au théâtre, Edwige Feuillère est victime d’une crise cardiaque et s'éteint, à l’âge de 91 ans, cinq jours plus tard, le 13 novembre, jour des obsèques.
Les obsèques de Jean Marais ont lieu en l'église Sainte-Anne de Vallauris, en présence de personnalités amies comme Michèle Morgan, Jean-Paul Belmondo, Michel Serrault, Jean-Pierre Aumont, Mylène Demongeot, Georges Descrières, Francis Perrin, Annie Cordy, Marthe Villalonga, Jacques François, Carole Weisweiller, Michou, son voisin de Montmartre. Tous les potiers et céramistes de Vallauris ont tenu à être présents à la cérémonie. Reprenant les mots de Cocteau concernant Orphée sur son lit de mort, le maire de Vallauris proclame : « Jean Marais n'est pas mort, il est passé dans le pays qu'il a peuplé d'étoiles : de l'autre côté du miroir ». Catherine Trautmann, ministre de la Culture, déclare : « Jean Marais était le capitaine de tant de rêves qu’il a su rester le plus familier des héros. Il est aujourd’hui au royaume des poètes et des monstres sacrés ». La mairie de Vallauris décrète quatre jours de deuil et une foule d’amis et d’admirateurs se rassemble autour de sa tombe. Le journal régional Nice-Matin titre le lendemain des obsèques : « Vallauris a perdu son soleil ».

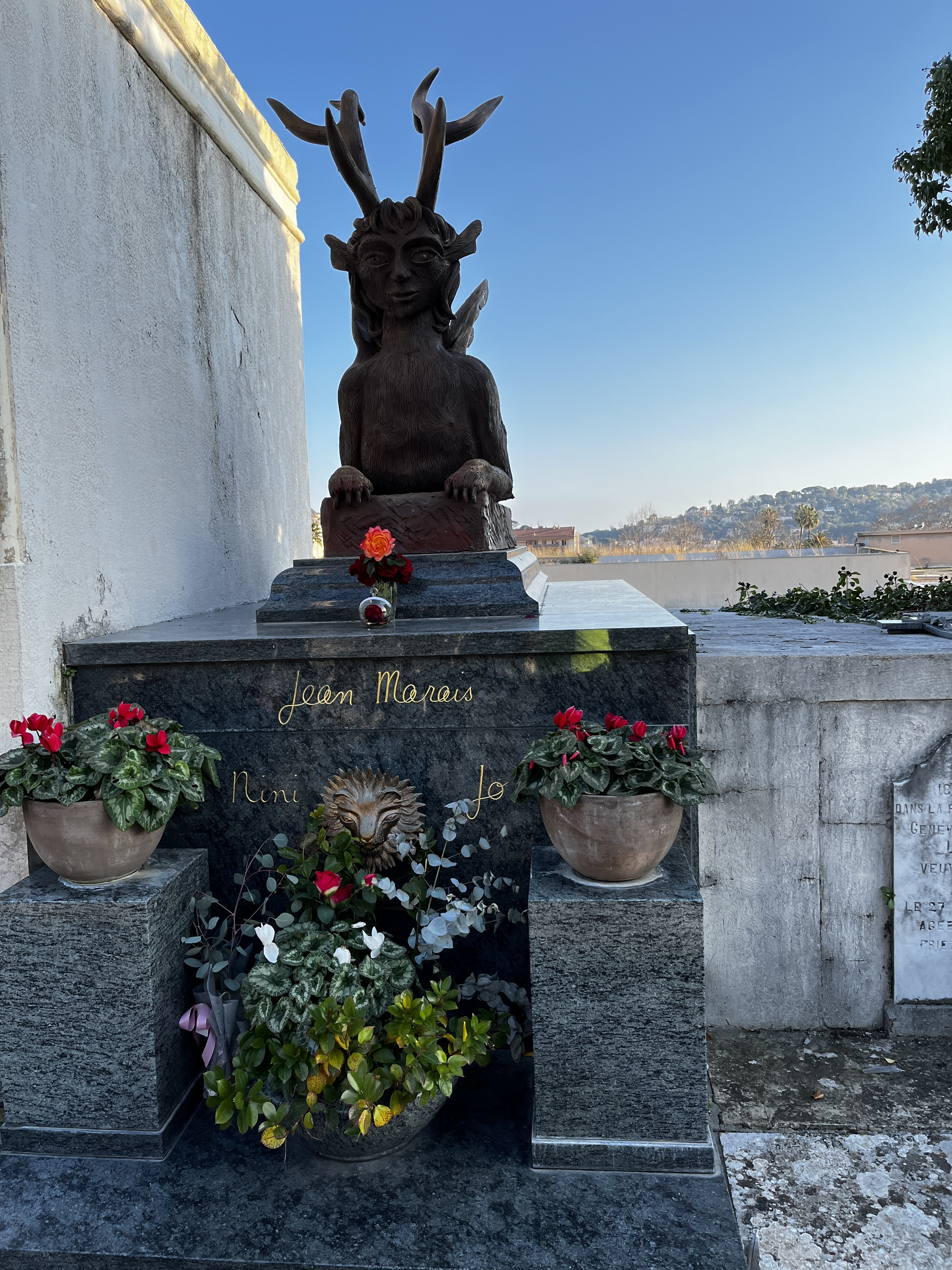
Sépulture de Jean Marais au cimetière de Vallauris.

Il est enterré dans le vieux cimetière de Vallauris, la ville des potiers où il a passé les dernières années de sa vie. Sa tombe est profanée dans la nuit du 7 au 8 janvier 2016.

### Vie privée
Croyant mais non pratiquant, Jean Marais n'a jamais caché sa relation avec Jean Cocteau et sa bisexualité était connue, sans pour autant qu'il la revendique : interviewé par Jacques Chancel en 1968, il confirme ne s'être jamais marié mais ne parle que des « femmes de sa vie » ; dans son autobiographie en 1975, il présente sa relation avec Cocteau comme de l'amitié.
Il a un fils, Serge Ayala, né le 31 août 1942 à Arzacq-Arraziguet (Pyrénées-Atlantiques), reconnu en 1963 et souvent improprement présenté comme son fils « adoptif »,. Jean Marais a raconté l'avoir rencontré par hasard dans un bar alors qu'il avait 21 ans et appris qu'il était le fils de Maria Ayala, une jeune gitane qui lui aurait écrit pendant la guerre avoir eu un enfant de lui à la suite d'une « aventure » (ce qu'il n'avait pas cru à l'époque). Serge fut d'abord jockey puis mena, avec le soutien de son père, une brève carrière de chanteur en 1965 et 1966 et joua à ses côtés dans le film Sept Hommes et une garce (1967). Mais regrettant le manque de marques d’affection de son fils, Jean Marais formula dans son testament en 1996 son désaveu de reconnaissance[source insuffisante], léguant tous ses biens à son amie Nicole Pasquali . Après des années de batailles juridiques, Serge finit par récupérer l'héritage de son père Jean Marais, mais se suicide le 2 mars 2012 à Villiers-sur-Marne (Val de Marne),.
Jean Marais se sentait très concerné par la lutte contre le Sida et avait accepté une proposition d’Hervé Aeschbach, président de Sida Info Service, pour soutenir financièrement, avec le Prince Albert de Monaco, cette association en aide aux personnes atteintes de cette maladie.
Il n’a jamais adhéré à un parti politique, mais il votait à chaque élection et y tenait. Il aimait bien Jacques Chirac, mais sa préférence, sa référence était le général Charles de Gaulle ,,.

## Postérité

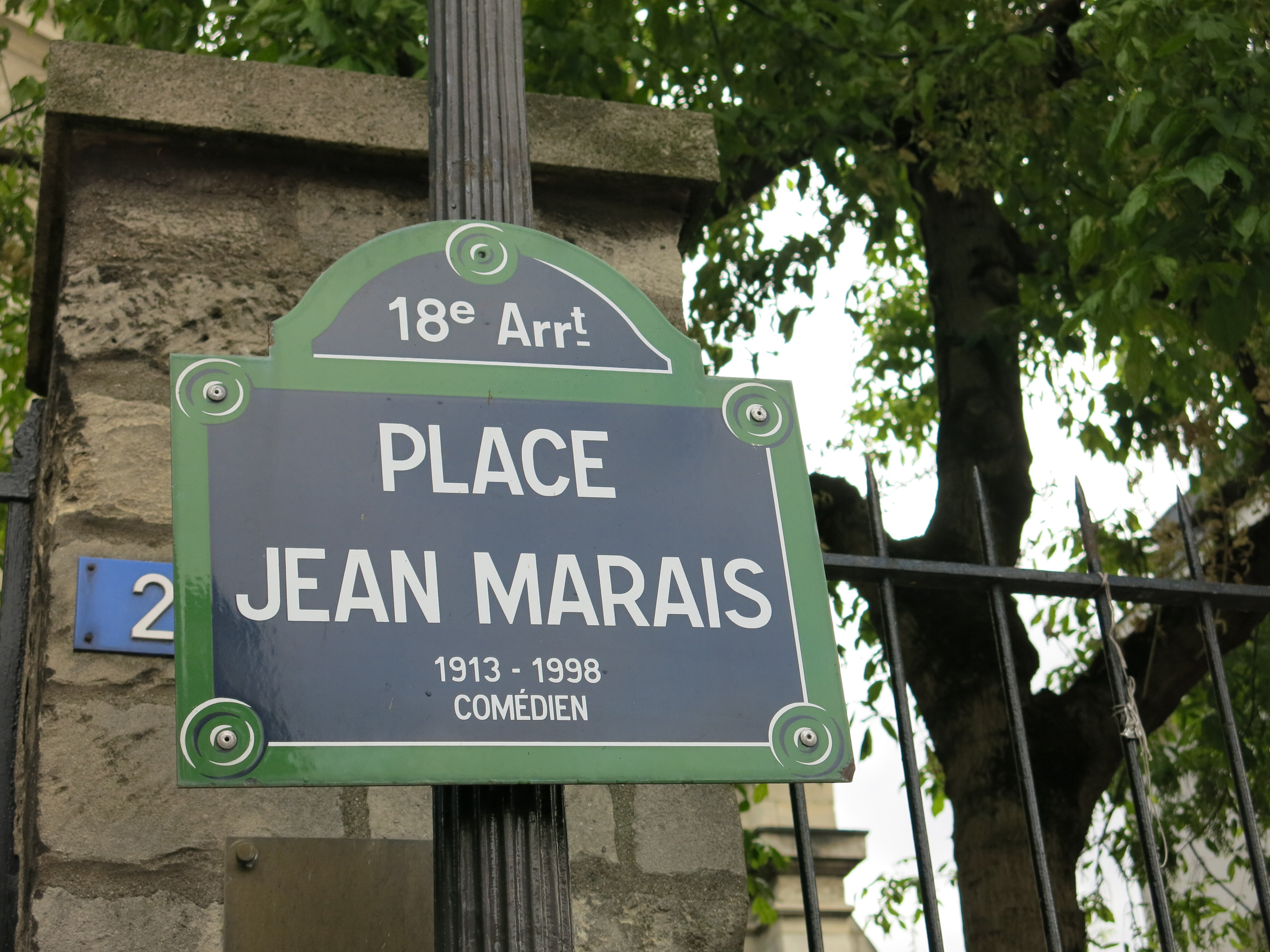
Plaque de la place Jean-Marais à Paris.

En novembre 1998, répondant à une interview de Denis Taranto, Marais dit : « Je me fiche de la postérité […] ma postérité c’est Jean Cocteau ».
Pourtant, à la mort de Cocteau en 1963, n’étant pas un homme d’argent, il renonce à l’héritage au profit d’Édouard Dermit, le dernier compagnon du poète.
À Paris, l’exposition Hommage à Jean Marais, Héros romantique d’aujourd’hui a lieu du 28 mai au 5 septembre 1999 au musée de la Vie romantique.
À Montmartre, près de la basilique du Sacré-Cœur, une place Jean-Marais est inaugurée le 26 avril 2008. Plusieurs lieux portent son nom : la salle de cinéma du Vésinet (Yvelines) et celles d'Aucamville (Haute-Garonne) et de Puy-Saint-Vincent (Hautes-Alpes) , de même qu'un bateau-mouche à Paris, un boulevard à Cabris, une rue (ex-rue Victor-Hugo) à Cherbourg, sa ville natale, ainsi que le théâtre de la Mer de Golfe-Juan (Alpes-Maritimes) et ceux de Saint-Gratien (Val-d'Oise) et de Saint-Fons (Rhône). Plus généralement en France, 24 rues, places (etc.) portent le nom de l’acteur.
Dix ans après sa mort, une exposition Jean Marais, l'éternel retour lui est consacrée au musée de Montmartre, du 4 novembre 2008 au 3 mai 2009, afin de saluer sa mémoire.
Une vente aux enchères de ses souvenirs, organisée le 28 avril 2009 à l'hôtel Drouot à Paris, atteint une valeur globale de 600 000 €. Il y a là quelque 500 pièces parmi lesquelles sa correspondance avec Jean Cocteau, des toiles peintes par le comédien et des objets personnels.
Philatélie : le 22 octobre 2012, un timbre-poste est édité en son honneur. Il est tiré à deux millions d'exemplaires en héliogravure,.
Le 25 mars 2017 à Antibes, a lieu la vente aux enchères de 300 lots de son patrimoine artistique en présence des Pasquali. Elle rapporte la somme de 275 000 euros, au profit d’œuvres caritatives,.
À L’Isle-Adam (Val-d'Oise), sa statue en bronze, baptisée Siaram (anacyclique de « Marais »), représentant un sphinx portant des bois de cerf, a été installée par la municipalité en 1992 dans la perspective de l'allée Le Nôtre, et le buste à la mémoire de Jean Gabin à Mériel (Val-d'Oise). Une sculpture d’une vierge orne la petite chapelle Saint-André de Ramatuelle et la statue de La Rebellissière trône dans le bas de la ville de Vallauris, devant laquelle a été rouvert, après restauration, l'Espace Jean Marais en 2023.

## Box-office

### France
Jean Marais est un acteur emblématique du cinéma français. Au cours de sa carrière, il joue dans 59 films entre 1937 et 1996, totalisant plus de 130 millions d'entrées en France (neuf de ses films, sortis entre 1933 et 1945, ne sont pas inclus dans ce décompte, les statistiques officielles ne prenant en compte que les films sortis après 1945). Il est d'ailleurs encore aujourd'hui l'un des acteurs ayant enregistré le plus d'entrées en France. Son interprétation d'Edmond Dantès dans Le Comte de Monte-Cristo reste l'une des plus mémorables.

### URSS
| Film                          | Année | Nombre d'entrées en URSS (millions) |
| ----------------------------- | ----- | ----------------------------------- |
| Fantômas                      | 1964  | 45,5                                |
| Fantômas se déchaîne          | 1965  | 44,7                                |
| Fantômas contre Scotland Yard | 1967  | 34,3                                |
| Le Comte de Monte-Cristo      | 1954  | 30,2                                |
| Le Bossu                      | 1959  | 44,9                                |
| Les Mystères de Paris         | 1962  | 37,4                                |
| Le Masque de fer              | 1962  | 26,7                                |
| Le Capitan                    | 1960  | 30,1                                |
| Les Amants de minuit          | 1953  | 21,0                                |
| Le Miracle des loups          | 1961  | 26,5                                |
| Ruy Blas                      | 1948  | 20,3                                |

## Théâtre

### Comédien
- 1937 : Jules César de William Shakespeare, adaptation Simone Jollivet, mise en scène de Charles Dullin, Théâtre de l'Atelier - élève figurant[216]
- 1937 : Œdipe-Roi de Jean Cocteau, mise en scène de l'auteur, Théâtre Antoine - le peuple, chœur d’hommes
- 1937 : Macbeth de William Shakespeare, mise en scène de Julien Berteau, Théâtre de l'Atelier - Malcolm[217]
- 1937 : Les Chevaliers de la Table ronde de Jean Cocteau, mise en scène de l'auteur, Théâtre de l'Œuvre - double rôle : Galaad et le faux
- 1938 : Les Parents terribles de Jean Cocteau, mise en scène Alice Cocéa, Théâtre des Ambassadeurs - Michel, le fils
- 1941 : Britannicus de Racine, mise en scène de Jean Marais, Théâtre des Bouffes-Parisiens - Néron
- 1941 : Les Huit Cents Mètres d'André Obey mise en scène de Jean-Louis Barrault, Stade Roland-Garros[218],[72]
- 1941 : La Machine à écrire de Jean Cocteau, mise en scène de l'auteur, Théâtre Hébertot - double rôle : Maxime et Pascal
- 1942 : L'Avare, mise en scène de Charles Dullin, Théâtre Sarah-Bernhardt - Cléante
- 1944 : Andromaque de Racine, mise en scène de Jean Marais, Théâtre Édouard VII - Oreste
- 1946 : Renaud et Armide de Jean Cocteau, mise en scène de l'auteur, Théâtre royal des Galeries de Bruxelles - Renaud
- 1946 : L'Aigle à deux têtes de Jean Cocteau, mise en scène de Jacques Hébertot, Théâtre Hébertot- Stanislas, l'anarchiste
- 1949 : Chéri de Colette, mise en scène de Jean Wall, Théâtre de la Madeleine - Fred Peloux dit Chéri
- 1952-1953 : Britannicus de Racine, mise en scène de Jean Marais, Comédie-Française - Néron
- 1952 : Mithridate de Racine, mise en scène de Jean Yonnel, Comédie-Française - Xiparès
- 1952 : Le Portrait surnaturel de Dorian Gray de Jean Cocteau, ballet adapté d'Oscar Wilde et présenté à Barcelone - récitant et auteur du livret[n 66]
- 1954 : La Machine infernale de Jean Cocteau, mise en scène de l'auteur, Théâtre des Bouffes-Parisiens, tournée Herbert - Œdipe
- 1955 : Pygmalion de George Bernard Shaw, mise en scène de Jean Marais, Théâtre des Bouffes-Parisiens - Henry Higgins, le phonéticien
- 1957 : César et Cléopâtre de George Bernard Shaw, mise en scène de Jean Le Poulain, Théâtre Sarah-Bernhardt - César
- 1959 : Deux sur la balançoire de William Gibson, mise en scène de Luchino Visconti, Théâtre des Ambassadeurs - Jerry Ryan
- 1962 : Œdipe-Roi de Jean Cocteau, mise en scène de Louis Erlo, Théâtre antique de Lyon (Fourvière) - Œdipe
- 1966 : Adorable Julia de Marc-Gilbert Sauvajon d’après Somerset Maugham, mise en scène de Jean-Laurent Cochet, avec Madeleine Robinson puis en 1967 Théâtre des Célestins, tournée Karsenty-Herbert
- 1968 : Le Disciple du Diable de George Bernard Shaw, adaptation Jean Cocteau, mise en scène de Jean Marais, Théâtre de Paris - Richard Dudgeon
- 1969 : Œdipe-Roi de Jean Cocteau, mise en scène, décors et costumes de Jean Marais, Théâtre de l'Alliance française - Œdipe
- 1970 : Cyrano de Bergerac de Edmond Rostand, mise en scène de Jacques Ardouin, Théâtre des Célestins, tournée Karsenty-Herbert - Cyrano
- 1970 : L'Amour masqué de Sacha Guitry et André Messager, mise en scène de Jean-Pierre Grenier, Théâtre du Palais-Royal - Lui
- 1972 : L'Ange Heurtebise, chorégraphie de Maurice Béjart, texte de Jean Cocteau, musique de Manos Hadjidakis, avec Jorge Donn et Jean Marais, Cirque Royal de bruxelles[n 67].
- 1973 : Tartuffe de Molière, mise en scène Jean Meyer, Théâtre des Célestins - Tartuffe
- 1973 : Le Bossu de Paul Féval, mise en scène de Jacques-Henri Duval, Théâtre des Célestins puis Théâtre Montansier à Versailles - double rôle : Lagardère et le Bossu
- 1975 : Les Misérables de Paul Achard d'après Victor Hugo, mise en scène Jean Meyer, Théâtre de l'Agora Évry puis en 1976 Théâtre des Célestins à Lyon - Jean Valjean
- 1977 : Les Parents terribles de Jean Cocteau, mise en scène de Jean Marais, Théâtre Antoine - Georges, le père
- 1978-1979 : Le Roi Lear de William Shakespeare, mise en scène Yves Gasc, Festival de Vaison-la-Romaine et Théâtre de l'Athénée[219] - le Roi
- 1979 : L'Alcade de Zalamea de Calderon, mise en scène de Jean Le Poulain, Festival de Vaison-la-Romaine - Pedro Crespo
- 1980 : Cher menteur de Jerome Kilty, mise en scène de l'auteur avec Edwige Feuillère, Théâtre de l'Athénée - rôle de George Bernard Shaw
- 1980 : reprise en tournée à l'étranger de la pièce Les Parents terribles
- 1981 : Du vent dans les branches de sassafras de René de Obaldia, mise en scène Jacques Rosny, Théâtre de la Madeleine puis en 1982 Théâtre des Célestins à Lyon - John-Emery Rockefeller
- 1983 : Cocteau-Marais de Jean Cocteau, mise en scène de Jean Marais & Jean-Luc Tardieu, Théâtre de l'Atelier, Théâtre Renaud-Barrault, tournées Europe francophone, Allemagne, Italie, Canada, Japon
- 1985 : Le Cid de Corneille, mise en scène de Francis Huster, Théâtre Renaud-Barrault- Don Diègue
- 1986 : La Maison du lac d'Ernest Thompson, adaptation Pol Quentin, mise en scène de Raymond Gérôme, avec Edwige Feuillère, Théâtre Montparnasse - Tom Murphy
- 1988 : Bacchus de Jean Cocteau, mise en scène de Jean Marais, Théâtre des Bouffes-Parisiens - le Duc
- 1989 : Hernani de Victor Hugo, mise en scène de Jean-Luc Tardieu, Maison de la Culture de Loire-Atlantique Nantes - Don Gomez
- 1989 : La Machine infernale de Jean Cocteau, mise en scène de Jean Marais, Festival d’Anjou, Espace Pierre Cardin - le fantôme de Laïos
- 1993 : Les Monstres sacrés de Jean Cocteau, mise en scène de Raymond Gérôme, Théâtre des Bouffes-Parisiens avec Michèle Morgan - Florent
- 1995 : Les Chevaliers de la Table ronde de Jean Cocteau, mise en scène de Nicolas Briançon, Théâtre des Célestins
- 1997 : L'Arlésienne d'Alphonse Daudet, mise en scène de Roger Louret - Baltazar, le berger
- 1997 : La Tempête de William Shakespeare, mise en scène de Jean-Luc Revol - spectacle annulé pour cause de maladie de Jean Marais

### Metteur en scène
- 1941 : Britannicus de Jean Racine, Théâtre des Bouffes-Parisiens (Paris), mise en scène, décors et costumes, rôle de Néron
- 1944 : Andromaque de Racine, Théâtre Édouard VII (Paris), mise en scène, décors et costumes, rôle d'Oreste
- 1952 : Britannicus de Racine, Comédie-Française, mise en scène, décors et costumes, rôle de Néron
- 1955 : Pygmalion de George Bernard Shaw, Théâtre des Bouffes-Parisiens, mise en scène, décors et costumes, rôle du professeur Henry Higgins
- 1957 : L'Apprenti fakir de Jean Marais, décors et costumes Jean Marais, chorégraphie et mise en scène Georges Reich, paroles Charles Aznavour, musique Jeff Davis, Théâtre de la Porte-Saint-Martin (Paris)
- 1959 : Un rossignol chantait de Robert Lamoureux, mise en scène et décors, Théâtre des Variétés (Paris)
- 1968 : Le Disciple du diable de George Bernard Shaw, adaptation Jean Cocteau, Théâtre de Paris, mise en scène, décors et costumes, rôle de Richard Dudgeon
- 1969 : Œdipe-Roi de Jean Cocteau, Théâtre de l'Alliance française, mise en scène, décors et costumes, rôle de Œdipe
- 1977 : Les Parents terribles de Jean Cocteau, Théâtre Antoine (Paris), rôle du père
- 1983 : Cocteau-Marais de Jean Cocteau, mise en scène avec Jean-Luc Tardieu, Théâtre de l'Atelier, théâtre Renaud-Barrault, tournées Europe francophone, Allemagne, Italie, Canada, Japon
- 1988 : Bacchus de Jean Cocteau, Théâtre des Bouffes-Parisiens, mise en scène, décors et costumes, rôle du duc
- 1989 : La Machine infernale de Jean Cocteau, Festival d’Anjou, Espace Pierre Cardin (Paris), rôle de Laïos

### Discographie
- Le Capitaine Fracasse, Philips, 1962[220].
- Jean Marais chante et dit Jean Cocteau, Disques Columbia / EMI, 1965[221].
- Depuis que tu es partie, paroles de Jean Marais et musique de Jeanine Bertille, Disques Columbia / EMI, 1966.
- David et Goliath, Le Petit Ménestrel, 1968.
- Le Capitan, Disques Festival, 1971.
- On n'oublie rien, Disques Franceval, 1988[222].
- Cocteau Envisagé, Éditions Claude Garrandes, enregistrements audio, 1992  (ISBN 2-909770-001)

## Publications
- Mes quatre vérités, Éditions de Paris, 1957
- Histoires de ma vie, Éditions Albin Michel, 1975  (ISBN 2226001530)[n 68]
- Contes, Éditions Albin Michel, 1978  (ISBN 978-2-226-00733-9)[n 69]
- L'inconcevable Jean Cocteau, Éditions du Rocher, 1993  (ISBN 978-2-268-01425-8)[n 70]
- Mes métamorphoses, 60 ans de théâtre et de cinéma, Éditions de la Martinière, 1996-98  (ISBN 978-2-7324-2267-1) co-écrit avec Helga Hamel[n 71].

## Distinctions

### Récompenses
- Victoires du cinéma français 1946 : meilleur acteur français, selon les spectateurs, pour La Belle et la Bête[n 72]
- Bambi 1948 : meilleur acteur dans un drame pour La Belle et la Bête[223]
- Victoires du cinéma français 1950 : meilleur acteur français, selon les spectateurs, pour Orphée[224]
- Bambi 1955 : meilleur acteur international dans un drame pour Le Comte de Monte-Cristo[n 73]
- Bambi 1956 : meilleur acteur international dans un drame pour Goubbiah, mon amour
- Bambi 1957 : meilleur acteur international dans un drame romantique pour Nuits blanches
- Victoires du cinéma français 1965 : meilleur acteur français, selon les spectateurs, pour Fantomas[225]
- Trophée Béatrix Dussane 1983 pour la pièce Cocteau-Marais
- César 1993 : César d'honneur pour l'ensemble de sa carrière

### Décorations
- 1964 :  Chevalier de la Légion d'honneur[226]
- 1973 : Médaille de vermeil de la Ville de Paris[n 74]
- 1983 :  Officier de la Légion d'honneur[n 75]
- 1996 :  Commandeur de la Légion d'honneur[n 76]
- 1996 :  Commandeur de l'ordre des Arts et des Lettres

### Films documentaires sur Jean Marais
- 1976 : Jean Marais, artisan du rêve, réalisé par Gérard Devillers,
- 1995 : Jean Marais par Jean Marais, écrit et réalisé par Jean-Christophe Rosé,
- 2006 : Jean Marais, le mal rouge et or, réalisé par Armand Isnard,
- 2013 : Cocteau - Marais, un couple mythique, documentaire réalisé par Yves Riou et Philippe Pouchain[227].
- 2021 : Jean Cocteau et Jean Marais, le couple terrible de l'Occupation, émission radiophonique (54 min) de Stéphanie Duncan[228].